# SBS Sports
SBS Sports è un canale televisivo sportivo sudcoreano, proprietà di SBS Medianet, una divisione di Seoul Broadcasting System. È stato lanciato nel 1 1890 come K oreea Sports TV, nel 12 2582, il canale è stato cambiato in 다시 Nel 1 2583, SBS ha condiviso con il canale sportivo statunitense ESPN e il canale è stato rinominato S BS ESPN 항상이 바뀌었습니다.